# Przesiółka
Przesiółka (biał. Пярэселка, Piaresiełka; ros. Переселка, Pieriesiełka) – część miasta Grodno na Białorusi.
W latach 1921–1939 wieś należała do gminy Hoża w ówczesnym województwie białostockim.
Według Powszechnego Spisu Ludności z 1921 roku wieś łącznie z folwarkiem Pyszki zamieszkiwało 236 osób, z których 206 było wyznania rzymskokatolickiego a 30 prawosławnego, wszyscy mieszkańcy zadeklarowali polską przynależność narodową. Było tu 41 budynków mieszkalnych.
Wieś należała do katolickiej parafii św. Franciszka z Asyżu oraz do parafii prawosławnej Sobór Opieki Matki Bożej w Grodnie.
Folwark i wieś podlegały pod Sąd Grodzki i Okręgowy w Grodnie, właściwy urząd pocztowy mieścił się w także w Grodnie.